# Air Collision Apocalypse
Pour plus de détails, voir Fiche technique et Distribution.
Air Collision Apocalypse (Air Collision) est un film catastrophe américain réalisé par Liz Adams (en), sorti en 2012 pour The Asylum. Écrit par Liz Adams, le film raconte l'histoire d'une tempête solaire qui détruit les satellites du système de l'ACAT, un nouveau programme de lutte contre le terrorisme aérien. Bob interprété par Reginald VelJohnson, qui joue le rôle d’un aiguilleur du ciel de la tour de contrôle de Cleveland va guider l'atterrissage de deux avions qui risquent d’entrer en collision : un DC-9 avec des passagers civils, et l'Air Force One avec le président des États-Unis. Produit par David Michael Latt, le film a été tourné en anglais à Santa Clarita (Californie, États-Unis) et diffusé en direct-to-video le 27 mars 2012, puis en France le 4 février 2014. Un autre film similaire de The Asylum, Airline Disaster, également sur un accident d'avion, est sorti le 29 juin 2010.

## Synopsis
Un automne, une tempête solaire détruit les satellites du système de l'ACAT, un nouveau programme de lutte contre le terrorisme aérien. Deux avions qui vont à Detroit, l'Air Force One transportant le président et un DC-9 du vol no 23 d'« Americana Bleu » avec des passagers civils, sont sur une même identique trajectoire de collision directe.
Alors que sur le terrain dans la tour de contrôle de Cleveland, la FAA essaie de contacter les deux avions, les pilotes de l'Air Force One essaient à bord de changer de cap. Mais ils n’y arrivent pas en raison de la défaillance du système ACAT car l'ordinateur identifie tout et tout le monde comme ennemi tant le personnel de sécurité que les pilotes. Le Colonel Chuck Lawler (Darin Cooper) de la base de l'armée de l'air d'Andrews qui est la plus proche de Cleveland lance l'opération « Lueur du matin ».
L'armée de l'air envoie deux avions F-16 escorter l'Air Force One vers le sol, mais les deux F16 sont abattus par le système ACAT de l'Air Force One. L'armée de l'air lance la mission "Sam Fox" pour extraire le président en plein vol. La femme du président est extirpée en premier mais la corde se casse et le soldat de sauvetage heurte l'avion de l'armée de l'air qui s'écrase. L'Air Force One tire un missile sur le DC-9, mais les voyageurs du DC-9 réussissent à jeter le missile hors de l'avion.
Bob (Reginald VelJohnson), le contrôleur aiguilleur de la tour de contrôle de Cleveland guide l'atterrissage du DC-9. La fille du président, Milani réussit à entrer un code de désactivation de l'ACAT, et l'Air Force One atterrit sain et sauf, avec le président aux commandes à la place du pilote décédé.

## Fiche technique
- Titre : Air Collision Apocalypse
- Titre original : Air Collision
- Réalisation : Liz Adams (en)
- Scénario : Liz Adams
- Photographie : Stuart Brereton
- Musique : Chris Ridenhour
- Direction artistique : Carl Soto
- Décors : Sean Hewitt
- Costumes : Tracy Somers
- Montage : Rob Pallatina
- Producteur : David Michael Latt
- Société de production : The Asylum
- Société de distribution :
  -  États-Unis : The Asylum
  -  France : Family Films[3]
- Genre : Film catastrophe
- Format : Couleurs - 1.78 : 1 - 35 mm - son Dolby Digital 5.1
- Pays d'origine :  États-Unis
- Langue : Anglais
- Budget : 260 000 $US
- Durée : 92 minutes
- Année de production : 2012
- Dates de sortie :
  -  États-Unis  Air Collision  : 27 mars 2012 (DVD et Disque Blu-ray )
  -  France  Air Collision Apocalypse : 4 février 2014  (DVD title)

## Distribution
- Jordan Ladd : Lindsay Bates
- Gerald Webb : premier officier Ken Aoki
- Reginald VelJohnson : Bob Abbot, contrôleur aiguilleur de la tour de contrôle de Cleveland
- Aurora Perrineau : Radhika Darshan, contrôleuse aiguilleuse du ciel
- Michael Teh : capitaine Roscoe Simms
- Darin Cooper : Colonel Chuck Lawler
- Darren Anthony Thomas : Major Eric Lewis
- Andy Clemence : le Président Henry Phillips
- Meredith Thomas : première dame Kimberly Phillips
- Stephanie Hullar : Milani Phillips, la fille du président
- Erin Coker : Dr. Antonia Pierce, la scientifique de la NASA

## Critique et réception
La review aggregator Rotten Tomatoes rapporte le résultat de 49 votes qui ont donné au film une critique négative avec une note moyenne de 2/5.
Allociné donne une note de 2,5/5 pour 11 notes.

« Piège de cristal (Die Hard) - L'aiguilleur de la tour de contrôle, Reginald VelJohnson est l'homme le plus important dans le casting  de cette sorte de film qui cherche toujours le succès avec des catastrophes aériennes dramatiques. L'ennemi de la semaine est un système informatique qui est incapable de distinguer entre les personnes, dans des accidents, les actes héroïques et les dommages collatéraux sont le résultat inévitable. »

— video.de

« 90 minutes d'unique descente »

— TV Movie (de)